# Mlazni motor

Mlazni motor je motor koji ispušta plin koji se kreće velikom brzinom ostvarujući tako silu potiska. Stvorene sile akcije i reakcije djeluju prema trećem Newtonovom zakonu. Dijelimo ih na turbo-mlazne, turbo-ventilatorske, turbo-propelerne i turbo-vratilne motore. Svi oni su u stvari plinske turbine. Osim njih postoje još i nabojno-mlazni te pulsno-mlazni motori, ali oni se koriste uglavnom za posebne primjene, jer mogu pokrenuti jedino pri većim brzinama leta. Svi ti motori proizvode mlaz plinova koji velikom brzinom izlazi iz ispušne cijevi.

## Povijesni razvoj
Mlaznim motorom mogao bi se nazvati izum Grka Herona Aleksandrijskog, Heronova kugla ili aeolipile, kugle s dvije zakrenute mlaznice okomite na radijus rotacije, koje su ispuštale mlaz vruće pare i tako okretale kuglu. Voda se zagrijavala u posudi a para se prenosila preko cijevi spojenih s kuglom. Heronov izum u to doba nije prepoznat kao mogućnost korištenja mehaničke sile te je izazvao samo divljenje.
Mlazni pogon ponovno se pojavio u 11. stoljeću kada su Kinezi izumili raketu. Ispušni plinovi izbacivali su u zrak jednostavne rakete za stvaranje vatrometa. Do sljedećeg napretka prošle su stotine godina.
U zrakoplovstvu mlazni je motor na tadašnjem stupnju razvoja bio nedjelotvoran. Tridesetih godina počinje se koristiti klipni motor koji je zadovoljavao tada niske zahtjeve u osobinama zrakoplova. Napretkom tehnologije zrakoplove je u daljnjem razvoju ograničavao propeler kojem se brzina okretanja više nije smjela povećavati radi mogućnosti pojave brzine zvuka na vanjskim dijelovima krakova što bi uzrokovalo povećanje otpora, vibracije i lom propelera i motora. Sve to bila je dodatna motivacija za razvoj plinske turbine, uobičajeno nazivane mlazni motor. Za zrakoplovstvo otkriće mlaznog motora značilo je isto što i prvi let braće Wright.
Prvi pokušaji izrade bili su "hibridni" motori kod kojih je zrak komprimirao ventilator pokretan klipnim motorom. Stlačeni zrak zatim se miješao s gorivom i u komorama izgaranja izgarao te stvarao potisak. Rješenje je traženo u plinskoj turbini čiji će kompresor pokretati energija ispušnih plinova.
1929. Frank Whittle, pomoćni radnik u izgradnji zrakoplova, ponudio je rješenje za turbo-mlazni motor svojim nadređenima. 16. siječnja 1930. Whittle u Engleskoj objavljuje svoj prvi patent, kod kojeg dvostupanjski osovinski kompresor opskrbljuje jednostrani centrifugalni kompresor. Kasnije je Whittle svoja istraživanja posvetio samo jednostavnijem centrifugalnom kompresoru.
1935. Hans von Ohain počeo je u Njemačkoj rad na sličnom projektu ne znajući za Whittleov rad.
Whittleov prvi motor pogonjen tekućim gorivom pokrenut je u travnju 1937.  Motor je imao vlastitu pumpu za gorivo te tako radio neovisno. Događaj koji je Whittleov tim doveo do panike bio je nastavak rada motora i nakon zatvaranja dovoda goriva. Naime, gorivo koje nije uspjelo izgorjeti nakupilo se na donjim dijelovima motora i nastavilo izgarati i nakon gašenja pumpe.
Pet mjeseci poslije pokrenut je i Von Ohainov motor. Pogonjen je mješavinom goriva i zraka ali je stlačeni zrak dovođen iz vanjskog izvora pa motor nije mogao raditi samostalno.
Kako Whittle nije osigurao dovoljne rezerve izgubio je prednost pred Hans von Ohainom. Ohain je svoj dizajn prikazao Ernstu Heinkelu, tada jednom od najvećih graditelja aviona koji je odmah prepoznao vrijednosti projekta. U nedavno kupljenoj tvornici motora Hirth. Heinkel je Ohaina i njegovog glavnog mehaničara Maxa Hahna postavio za voditelje novog odjela u kompaniji. Prvi motor pokrenut je u rujnu 1937. godine upotrebljavajući vodik kao gorivo i stlačeni zrak iz vanjskog izvora. Neprekidna istraživanja i promjene u dizajnu rezultirala su motorom na benzin snage 5 kN pričvršćenim na konstrukciju Heinkel He 178. S njim je 27. kolovoza 1939. godine sa zračne luke Marienehe uzletio pilot Erich Warsitz. Heinkel He-178 ušao je u povijest kao prvi mlazni avion.

## Osnovno načelo rada
Osnovno načelo rada svih mlaznih motora je da se zrak dovodi pod tlakom u komore izgaranja, gdje se miješa s gorivom te se izgaranjem stvara još veći tlak koji tjera plinove iz komore izgaranja velikom brzinom kroz mlaznicu stvarajući time potisak.
Kod mlaznih motora s turbinom, zrak ulazi u rotirajući kompresor kroz usisnik zraka. U kompresoru se zrak komprimira prije ulaska u komore izgaranja gdje se pod tlakom miješa s gorivom. Proces izgaranja dovodi do velikog porasta temperature te vrući plinovi stvoreni gorenjem velikom brzinom prolaze kroz turbinu i okreću je, zatim kroz ispušnu cijev izlaze iz motora. Turbina pogoni kompresor s kojim je spojena preko osovine. Efikasnost mlaznog motora najviše ovisi o omjeru ulaznog tlaka u kompresor i komprimiranog zraka prije ulaska u komore izgaranja te ulazne temperature na turbinu.

## Osnovni dijelovi
Osnovni dijelovi slični su kod svih tipova mlaznih motora što ne znači da svi sadrže sve navedene dijelove. Osnovni dijelovi su:
- Usisnik zraka dio je konstrukcije aviona i motora koji omogućava dovod stabilne struje zraka do kompresora. Kod podzvučnih aviona usisnik je konstrukcijski nezahtijevan. Sastoji se od aerodinamički oblikovanog otvora kako bi stvarao što manji otpor i kako bi što manje remetio strujanje zraka. Zrak koji dolazi do kompresora mora imati manju brzinu od brzine zvuka što kod nadzvučnih aviona zahtijeva kompleksnu konstrukciju usisnika koja će tu brzinu smanjiti na podzvučnu, tako da se usisnici dijele na podzvučne i nadzvučne usisnike.

- Kompresor je dio mlaznog motora koji sabija zrak. Kompresor može biti aksijalni, centrifugalni ili kombinacija obojega. Aksijalni kompresor koristi niz rotirajućih diskova na kojima su učvršćene lopatice aerodinamičkog oblika, profila sličnog profilu krila, koje progresivno sabijaju zrak. Nepokretne statorske lopatice, smještene iza svakog rotirajućeg diska, usmjeravaju strujanje zraka na sljedeći rotirajući disk. Prostor prolaska strujanja zraka se smanjuje prema izlazu iz kompresora, smanjuje se brzina i povećava tlak. Brzina ni u kojem dijelu ne smije preći brzinu zvuka. Kompresor preko osovine pokreće turbina, a radi bolje iskoristivosti kompresor se obično izvoodi u dva ili više zasebna stupnja (kompresor niskog tlaka i kompresor visokog tlaka)
- Osovina prolazi skoro kroz cijelu dužinu motora i spaja turbinu s kompresorom. Broj osovina ovisi o broju turbina. Svaka turbina je sa zasebnom osovinom (jedna kroz drugu) spojena s dijelom koji pokreće i vrti se neovisno raznim brzinama.

- Komore izgaranja su glavni dio mlaznog motora, a nalaze se između kompresora i turbine. U njima izgara smjesa zraka i goriva stvarajući visoki tlak. Zbog izuzetno visoke temperature na izlaz iz komora izgaranja dovodi se zrak iz kompresora koji smanjuje temperaturu ispušnih plinova. Protok zraka iz kompresora dijeli se na primarni, onaj koji se miješa s gorivom i sagorijeva u komorama izgaranja, i sekundarni koji struji oko komora (i jednim dijelom kroz otvore ulazi u komore i zadržava plamen u sredini) spuštajući temperaturu na zadovoljavajuću vrijednost.
- Turbina je rotirajući disk na koji su učvršćene lopatice aerodinamičkog oblika. Vrući plin koji izlazi iz komora izgaranja usmjerava se preko statorskih lopatica na turbinske lopatice, te ih okreće. Turbina zatim preko osovine pokreće kompresor. Kod turboventilatorskih i turbo-prop motora turbina također pogoni ventlator ili propeler, a turbina se, kao i kompresor, radi bolje iskoristivosti izvodi u više stupnjeva pa tako visokotlačna turbina pogoni visokotlačni kompresor, a niskotlačna turbina pogoni ili niskotlačni kompresor, ili propeler odnosno ventilator. Relativno hladan zrak uzima se od kompresora i usmjerava na lopatice turbine kako bi se spriječilo njihovo pregrijavanje.
- Mlaznica (eng. nozzles) dio je motora poslije turbine kojoj je osnovni zadatak dovođenje tlaka ispušnih plinova na atmosferski tlak čime se naglo povećava njihova brzina. Ako brzina ispušnih plinova prelazi brzinu leta stvoren je pozitivni potisak.
- Ispušna cijev dio je kroz koji vrući plinovi izlaze iz motora. U većini slučajeva konstantnog su promjera. Kod nadzvučnih aviona ispušna cijev na jednom se dijelu sužava povećavajući time brzinu plinova.
- Naknadno izgaranje je sustav koji proizvodi povećanje snage dodavanjem goriva u dio ispušne cijevi. Gorivo zbog temperatura koje na tom dijelu vladaju odmah izgara povećavajući dodatno temperaturu i brzinu ispušnih plinova. Koristi se uglavnom na vojnim avionima radi smanjenja uzletno-sletne staze kao i u letu prilikom potrebe za naglim povećanjem brzine. Zbog velikih temperatura koje se stvaraju, naknadno izgaranje smije se koristiti ograničeno kratko vrijeme.

## Podjela
Mlazne motori se dijele na četiri osnovne skupine:

### Turbo-mlazni motor
Turbo-mlazni motori najstariji su i najjednostavnija vrsta mlaznog motora koji se ugrađuje na zrakoplove s većim brzinama i malog čeonog presjeka te na turbo-prop zrakoplove.
Zrak kroz usisnik ulazi u kompresor gdje se stlačuje prije ulaska u komore izgaranja. Stlačeni zrak zatim se miješa s gorivom i u vrtložnom strujanju zapaljuje u stabilizatorima plamena. Stabilizator plamena smanjuje brzinu vrtložnih strujanja radi sprječavanja izbacivanja plamena iz komora izgaranja. Proces izgaranja znatno povećava temperaturu plinova koji izlaze iz komora izgaranja i šireći se prolaze kroz turbinu. Turbina preko osovine rotira kompresor. Širenjem ispušnim plinovima pada temperatura i tlak koji su i dalje iznad vanjskih uvjeta. Struja plinova zatim prolazi kroz mlaznike gdje joj se smanjuje tlak ali i stvara velika brzina mlaza koji kroz ispušnu cijev izlazi iz motora. Ako moment sile ispušne struje zraka prelazi moment ulazne struje, stvorena je pozitivna sila potiska. Opis shematskog prikaza: Compressor: kompresor; Turbine: turbina; Nozzle: mlaznik; Combustion chamber: komore izgaranja; Shaft: osovina.

### Turbo-ventilatorski motor
Turbo-ventilatorski motor (turbofen) dvoprotočni je motor kod kojeg se zrak prvo stlačuje pomoću prednjeg ventilatora (fena), dio zraka ulazi u kompresor, a dio obilazeći jezgru motora, odlazi u atmosferu ili ulazi u prostor iza turbine miješajući se s ispušnim plinovima prije ulaska u mlaznice. Današnji turbo-fen motori imaju nisku vrijednost specifičnog potiska (stvoreni potisak podijeljen ulaznim strujanjem zraka) što motor čini tišim i ekonomičnijim. Suprotno, "bypass" omjer (omjer između količine zraka koji prolazi kroz jezgru motora s količinom zraka koja obilazi jezgru motora) relativno je velik i iznosi od 4:1 sve do 8:1. Opis shematskog prikaza: Fan: ventilator (fen); High pressure Compressor: kompresor visokog tlaka; High pressure shaft: osovina kompresora visokog tlaka; High pressure turbine: turbina visokog tlaka; Low-pressure Compressor: kompresor niskog tlaka; Low-pressure shaft: osovina kompresora niskog tlaka; Low-pressure turbine: turbina niskog tlaka; Nozzle: mlaznik; Combustion chamber: komore izgaranja.

### Turbo-propelerni motor
Turbo-propelerni motori većinu energije mlaza ispušnih plinova koriste za pokretanje turbine koja preko osovine direktno ili preko zupčanika pokreće propeler. Brzina vrtnje propelera uglavnom je nepromjenjiva. Sila potiska koju ispuhom stvaraju ti motori neznatna je. Motori se ugrađuju na manje putničke i cargo zrakoplove koji lete na manjim visinama i manjim brzinama. Kao i ostali mlazni motori sastoji se od usisnika zraka, kompresora, komora izgaranja i turbina. Zrak koji ulazi u kompresor sabija se. Gorivo se dodaje sabijenom zrakom te smjesa izgara u komorama izgaranja. Vrući plinovi stvoreni procesom izgaranja prolaze kroz turbine. Dio stvorene energije troši se na pokretanje turbine za pogon kompresora a preostala energija pokreće turbinu za pogon propelera. Opis shematskog prikaza: Prop: propeler; Gearbox: reduktor; Compressor: kompresor; Turbine: turbina; Exhaust: ispušna cijev; Shaft: osovina; Combustion chamber: komore izgaranja.

### Turbo-osovinski motor
Turbo-osovinski motori dio energije mlaza ispušnih plinova koriste za pokretanje osovine. Glavna razlika prema turbo-prop mlaznim motorima u tome je da preostali ispušni plinovi stvaraju određeni potisak. Druga razlika je u prijenosniku sila koji je sastavni dio zrakoplova a ne motora. Motor se najčešće ugrađuje u helikoptere kod kojeg pogonska osovina motora preko prijenosnih zupčanika pokreće rotor. Opis shematskog prikaza: Compressor: kompresor; Combustion chamber: komore izgaranja; Compressor turbine: turbina kompresora; Free power turbine: pogonska turbina osovine; Exhaust: ispušna cijev; Power shaft: pogonska osovina.

## Vanjske poveznice
- Ilustracije mlaznih motora  Arhivirana inačica izvorne stranice od 29. kolovoza 2005. (Wayback Machine) (engl.)
- Putovanje mlaznim motorom (flash)  Arhivirana inačica izvorne stranice od 14. studenoga 2008. (Wayback Machine) (engl.)
- An Overview of Military Jet Engine History (Rand Corp., 24 str., PDF) (engl.)
- Osnove mlaznog motora  (Quicktime Video)  Arhivirana inačica izvorne stranice od 16. svibnja 2006. (Wayback Machine) (engl.)
- Welt der Wunder: Was Turbinenwartung so aufwändig macht  Arhivirana inačica izvorne stranice od 7. listopada 2007. (Wayback Machine) (njem.)
- Geheime Kommandosache: Me 262 Leistungssteigerung (povijesni dokument iz 1945.)  Arhivirana inačica izvorne stranice od 27. rujna 2007. (Wayback Machine) (njem.)

## Ostali projekti
|  | Wikiknjige imaju gradivo o temi Knjiga pojmova u zrakoplovstvu/E/Motor |